# برکلی دی‌بی
برکلی دی‌بی (به انگلیسی: Berkeley DB یا به اختصار BDB)، یک پایگاه داده توکار کارآمد برای ذخیره کردن داده‌های کلید/مقداری است. BDB به زبان سی نوشته شده و برای اکثر زبان‌های برنامه‌نویسی رابط برنامه‌نویسی (به انگلیسی: API) دارد. BDB جفت‌های دلخواه کلید/داده‌ای را در آرایه‌ای از بایت‌ها ذخیره می‌کند و به ازای هر کلید، از چند قلم داده پشتیبانی می‌کند. پایگاه دادهٔ برکلی یک پایگاه داده رابطه‌ای نیست. BDB می‌تواند در سیستم‌عامل‌های مختلف (که شامل اکثر سیستم‌عامل‌های شبه یونیکس، ویندوز و سیستم‌عامل‌های بی‌درنگ می‌شود) برای اداره کردن پایگاه‌های داده در حد و اندازه‌ای به بزرگی بیش از ۲۵۶ ترابایت، از صدها ریسه کنترلی یا پردازهٔ همروند کمک بگیرد. قابل ذکر است که برکلی دی‌بی برای نامیدن سه محصول مختلف مورد استفاده قرار می‌گیرد. برکلی دی‌بی اوراکل، برکلی دی‌بی ویرایش جاوا و برکلی دی‌بی اکس‌ام‌ال. این سه محصول مختلف همگی منشأ و تبار مشترکی دارند و در حال حاضر توسط شرکت اوراکل توسعه داده می‌شوند.